# Postbauer-Heng
Postbauer-Heng je městys v německé spolkové zemi Bavorsko, v zemském okrese Neumarkt in der Oberpfalz ve vládním obvodu Horní Falc.
Žije zde přibližně 8 100 obyvatel.

## Poloha
Sousední obce jsou: Berg bei Neumarkt in der Oberpfalz, Berngau, Burgthann, Freystadt, Neumarkt in der Oberpfalz a Pyrbaum.